# Barna tarkalepke
A barna tarkalepke (Melitaea britomartis) a tarkalepkefélék családjába tartozó, Európától Kelet-Ázsiáig elterjedt lepkefaj. 

## Megjelenése
A barna tarkalepke szárnyfesztávolsága 3-3,8 cm. Szárnyainak viszonylag sötét összhatást keltő felső oldala fekete/sötétbarna és narancssárga hálómintás. Az elülső szárnyakon a szegélytől számított második foltsor foltjai nagyjából kör vagy tojásdad alakúak, eléggé kicsik, végig kb. egyforma méretűek. Az elülső szárnyak fonákja narancssárga alapszínű, a hátsóké tarkán narancssárga-sárga-fehéres foltos. 
A felső barna hálómintázat kiterjedtsége igen változékony.
Petéje kerek vagy tojásdad, fehéressárga színű, fényes.
Hernyója fekete alapszínű, nagy fehér pontokkal sűrűn telehintve; összességében világosszürke hatást kelt. Testét fehér végű vörösesbarna áltüskék borítják.

### Hasonló fajok
A recés tarkalepkétől és a közönséges tarkalepkétől csak szakértő tudja megkülönböztetni. Hasonlít hozzá még a kockás tarkalepke, a réti tarkalepke, a nagy tarkalepke, a magyar tarkalepke, a kis tarkalepke, a kockáslepke, a lápi tarkalepke, és a díszes tarkalepke is.  

## Elterjedése
Eurázsiában fordul elő Közép- és Kelet-Európától egészen Kínáig és a Koreai-félszigetig. Magyarországon a dombvidékeken és a középhegységekben található meg, helyenként gyakori lehet.    

## Életmódja
Meszes talajú, száraz vagy nedvesebb rétek, erdőszélek, tisztások lepkéje. 
A petékből nyár közepén kelnek ki a hernyók, amelyek útifű- (Plantago spp) és veronika-fajok (Veronica spp.) leveleivel táplálkoznak. A hernyók L3 lárvaállapotban áttelelnek és a következő év április-májusában bebábozódnak. Az imágó május közepén kel ki és július végéig repül. A nőstény nagy csomókban rakja le petéit a tápnövények leveleinek alsó felére. 
Magyarországon védett, természetvédelmi értéke 10 000 Ft.

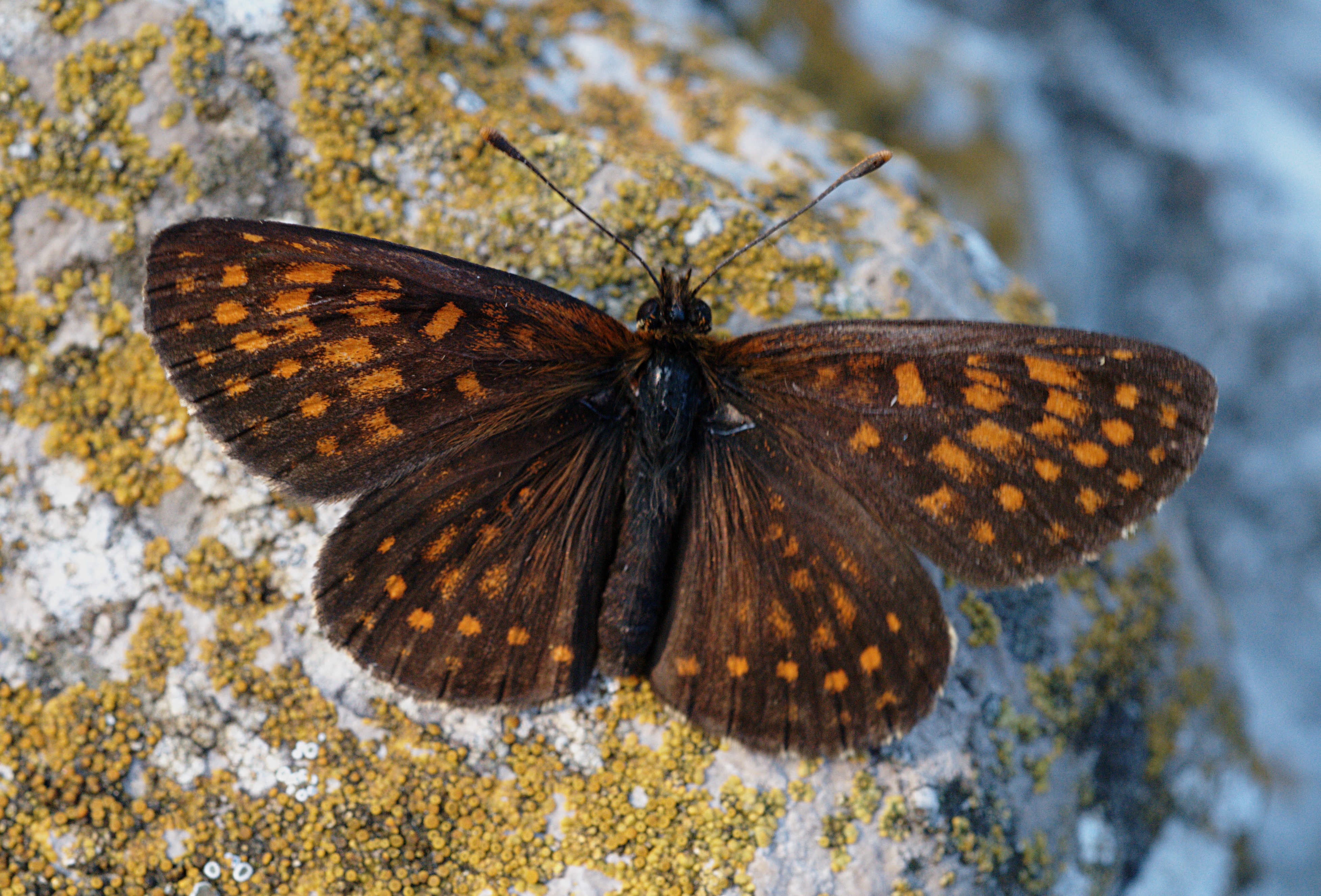
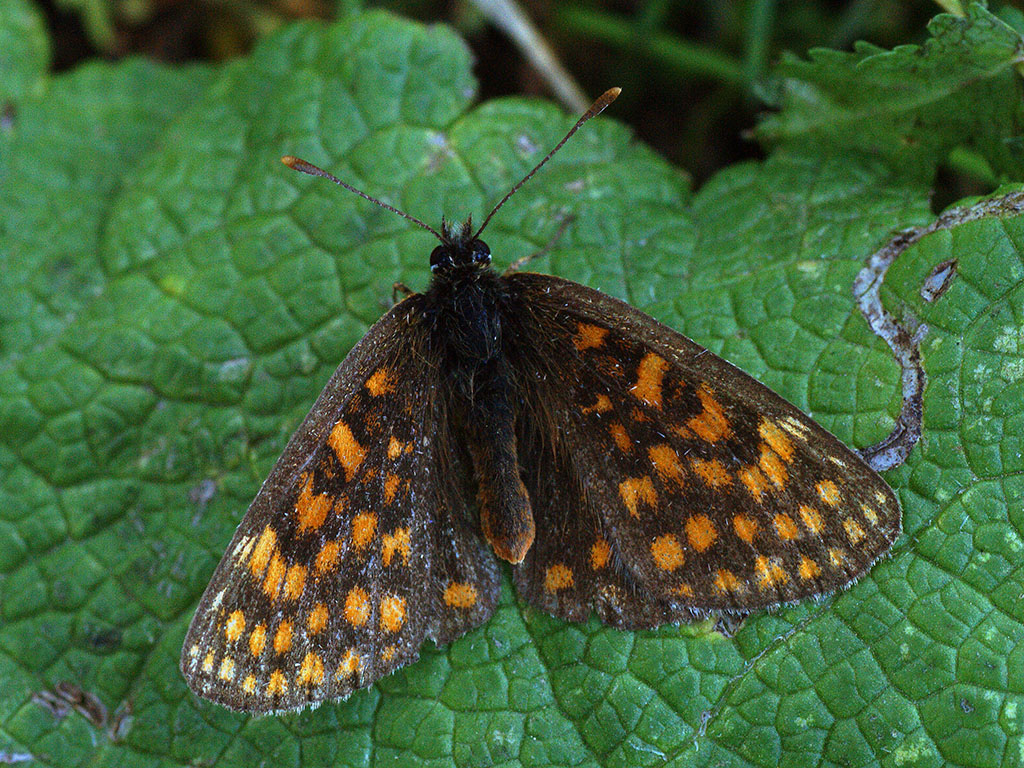
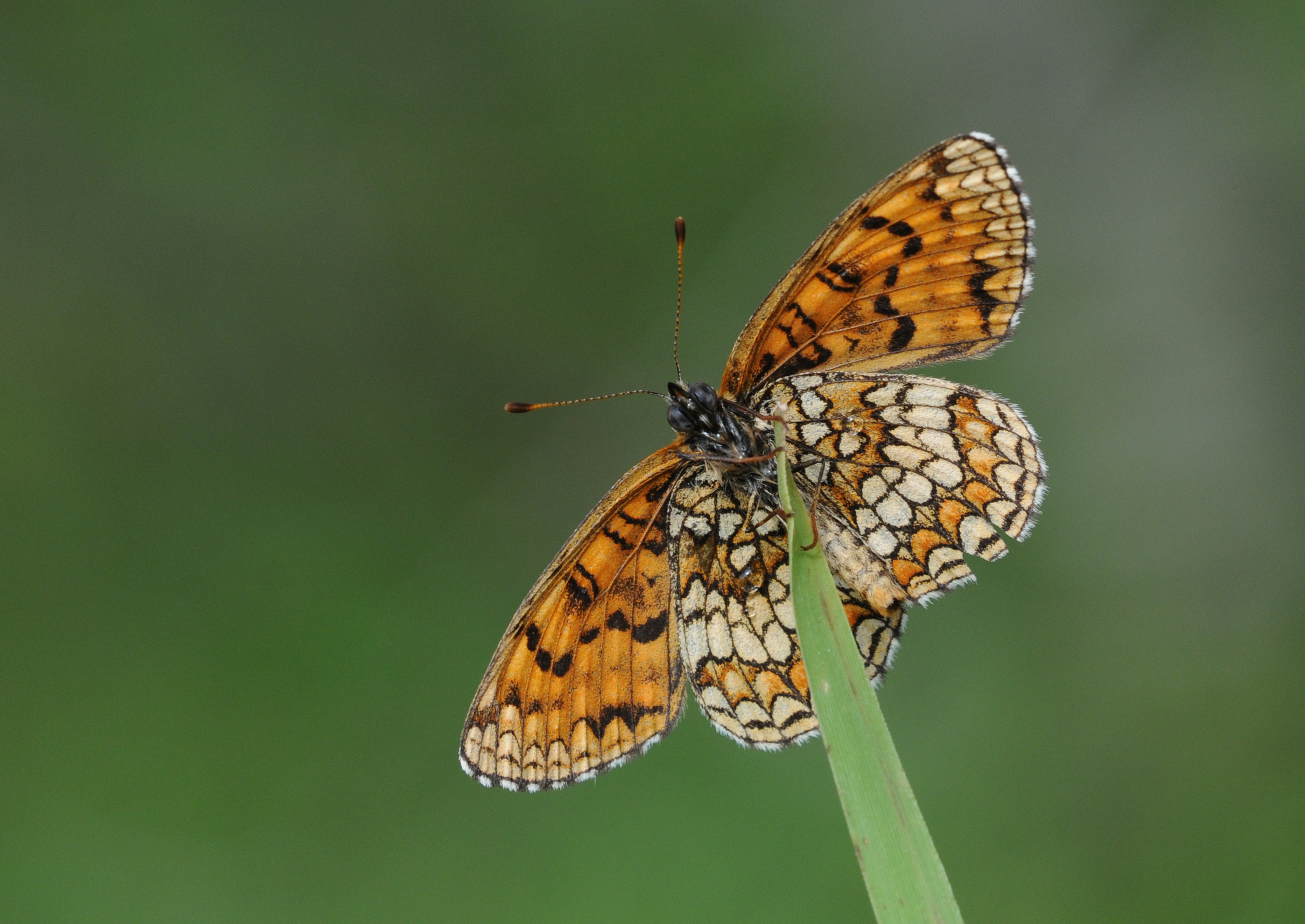
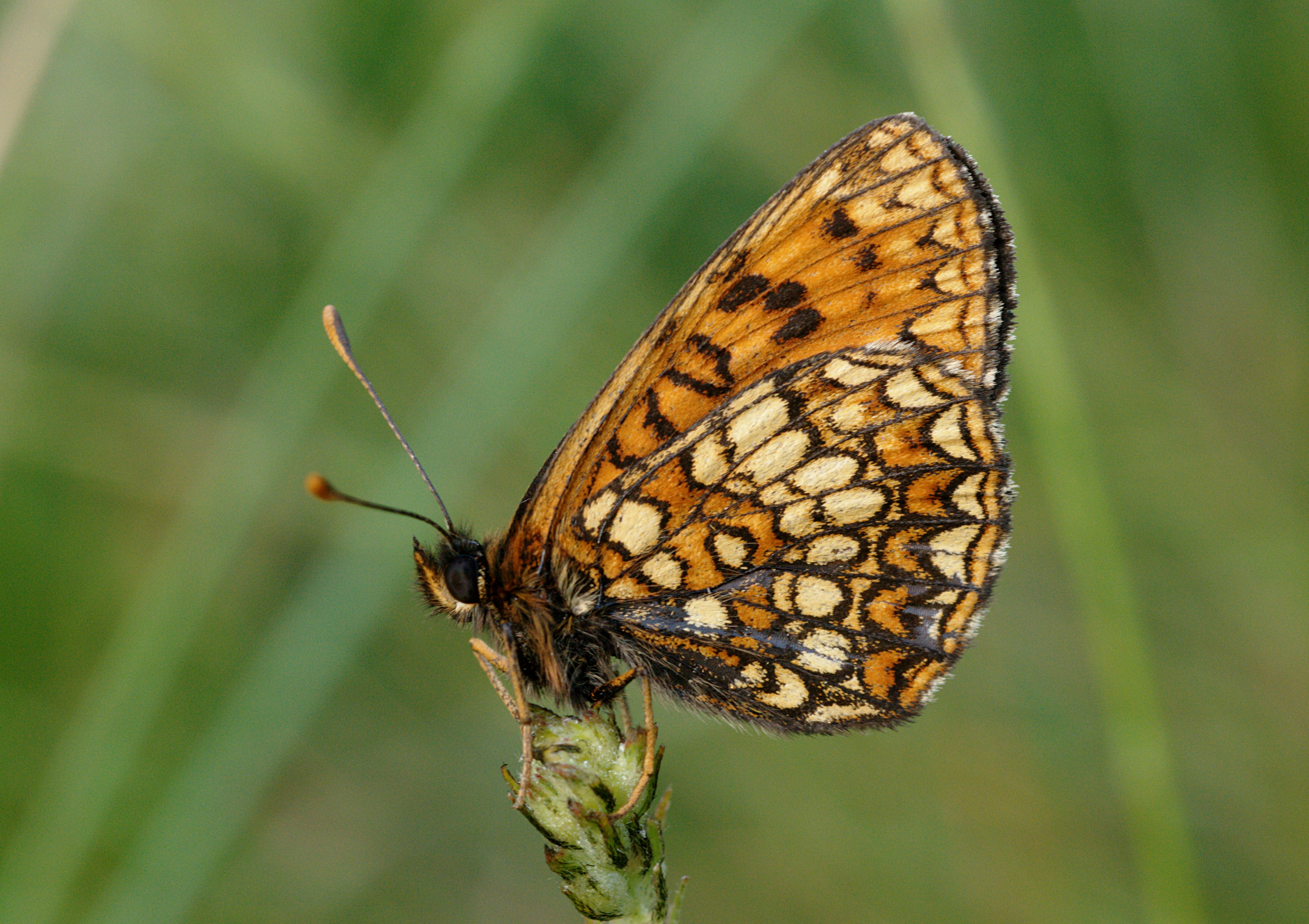
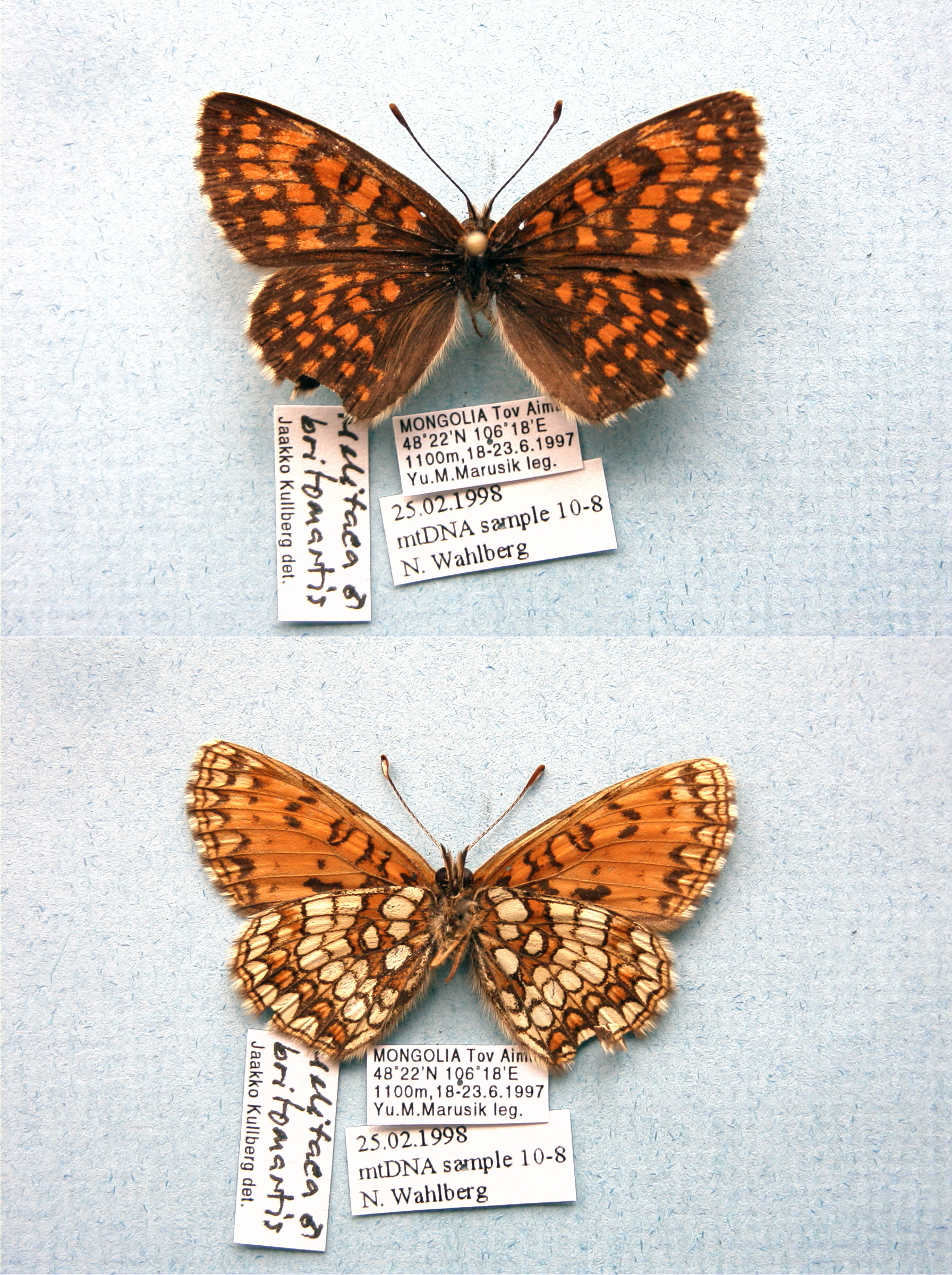